# الجرعة اليومية المقبولة
الجرعة اليومية المقبولة (اختصارًا ADI هو مقياس للكمية الموضوعة من مادة ما (وهو مصطلح كان مستعملاً في الأساس كـ مضاف غذائي، ثم استعمل لاحقًا في قياس بقايا العقاقير أو المبيدات الخاصة بالطب البيطري) في الغذاء أو في مياه الشرب والذي يمكن هضمه (نظريًّا) يوميًّا على مدار حياة الإنسان دون وجود مخاطر صحية risk. ويُعبر عن وحدات الجرعات اليومية المقبولة عادة بالملليجرام (من المادة) لكل كيلوجرام من وزن الجسم يوميًّا.

## خلفية تاريخية
طُرح هذا المفهوم للمرة الأولى في عام 1961 من خلال مجلس أوروبا ولاحقًا من خلال اللجنة المشتركة لخبراء منظمة الأغذية والزراعة ومنظمة الصحة العالمية (JECFA)، وهي لجنة تشرف عليها المنظمتان التابعتان لهيئة الأمم المتحدة: وهما منظمة الأغذية والزراعة (FAO) ومنظمة الصحة العالمية (WHO).

## الفكرة الرئيسية
تعتمد القيمة الأساسية لمفهوم الجرعة الرئيسية المقبولة على أبحاث معاصرة ودراسات طويلة المدى على الحيوانات ودراسات أجريت على البشر. أولاً، يتم تحديد المستوى الذي لا يسفر عن أي ضرر ملحوظ (NOAEL), وهو التركيز المعين من المادة الذي لا يسفر عن أي تأثيرات سامة. وعادة ما تُجرى هذه الدراسات باستخدام جرعات متعددة بما في ذلك الجرعات المفرطة. وفي حالة الدراسات العديدة التي تتناول التأثيرات المختلفة، يتم تحديد أقل مستوى لا يسفر عن أي ضرر ملحوظ. ثم يتم بعد ذلك تقسيم المستوى الذي لا يسفر عن أي ضرر ملحوظ (أو أي نقطة انطلاق أخرى مثل مستوى الجرعة المعيارية (BMDL)) من خلال معامل أمان، عادة ما يتكون من 100 درجة، وذلك لحساب الفروق بين حيوانات التجارب والبشر (معامل مكون من 10 درجات) إلى جانب الفروق المحتملة من ناحية الحساسية بين البشر (معامل آخر مكون من عشر درجات). وقد تُستخدم معاملات أمان أخرى ذات قيم تزيد عن 100 درجة إذا كان هناك ما يبرر ذلك من معلومات حول الشك في قيمة نقطة الانطلاق (المستوى الذي لا يسفر عن أي ضرر ملحوظ أو مستوى الجرعة المعيارية). فعلى سبيل المثال إذا كانت الجرعة اليومية المقبولة تتقرر بناءً على بيانات بشرية، فإن معامل الأمان يكون 10 بدلاً من 100. وعادة ما يكون معدل الجرعة اليومية المقبولة بالملليجرام (من المادة) لكل كيلوجرام من وزن الجسم.
وتمثل الجرعة اليومية المقبولة مستوى استهلاك آمنًا بالنسبة للشخص البالغ الصحي الذي يتمتع بوزن متوسط ويستهلك كمية متوسطة يوميًّا من المادة المعنية. وقد طُرحت للمناقشة عوامل أمن مضاعفة للرضع، ولكن في الواقع لم يكن هناك داع لها، لأن قرارات حظر إضافة المواد الكيماوية إلى أدوية الأطفال كان دائمًا أسرع فمستوى الجرعة اليومية المقبولة لا يأخذ في الحسبان التأثيرات الجانبية للحساسية لمادة ما والتي تعتمد على ردود فعل فردية وليس حجم الجرعة.
وكلما ارتفع مستوى الجرعة اليومية المقبولة كلما زادت كميات المركبات التي تعد آمنة للابتلاع العادي. وعادة ما يُستخدم مصطلح الجرعة اليومية المسموح بها للمواد الملوثة أو الكيماويات الأخرى.
ويمكن تناول مصطلح الجرعة اليومية المقبولة كمقياس للإشارة إلى مستوى السمية الناجم عن التعرض طويل المدى لمادة معينة من أثر ابتلاع المركبات الكيماوية الموجودة في الغذاء لمرات عديدة (سواء أكان هذا المركب موجودًا بالفعل في المادة أو مضافًا إليها أو كليهما) وذلك مقارنة بالسمية الحادة.

## وصلات خارجية
- Questions and Answers about Acceptable Daily Intake, International Food Information Council.